# 체포영장
|                                                                     |
| 형사소송법                                                          |
| 이념과 구조                                                         |
| 무죄 추정의 원칙 · 자백배제법칙 · 전문법칙                          |
| 증거보전청구권 · 형사보상청구권 · 독수독과이론                      |
| 실체적 진실주의 · 적정절차 · 신속한 재판의 원칙                     |
| 진술거부권 · 접견교통권 · 증거개시제도                              |
| 열람등사권 · 위법수집증거배제법칙                                   |
| 법원                                                                |
| 제척 · 기피 · 회피 · 관할 · 파기환송 · 파기이송 · 파기자판 · 법관   |
| 피고인과 변호인                                                     |
| 피고인 · 변호인 · 성명모용자 · 공동피고인 · 국선변호인 · 법정대리인 |
| 검사                                                                |
| 기소독점주의 · 검사 동일체의 원칙                                   |
| 수사                                                                |
| 함정수사 · 불심검문 · 임의동행 · 동행요구 · 사법경찰관              |
| 구속                                                                |
| 구속영장 · 체포영장                                                 |
| 증거법                                                              |
| 정황증거 · 전문증거 · 진술조서 · 진술서 · 실황조사서 · 검증조서     |
| 진술 · 증인                                                         |
| 재판                                                                |
| 공소장 · 공소장일본주의                                             |
| 고소 · 고발 · 고소불가분의 원칙 · 자수                              |
| 상소                                                                |
| 항소, 상고 & 비상상고                                               |
| 다른 7법 영역                                                       |
| 헌법 · 민법 · 형법                                                  |
| 민사소송법 · 형사소송법 · 행정법                                    |
| 포털: 법 · 법철학 · 형사정책                                        |
| v • d • e • h                                                       |

체포영장(逮捕令狀)은 대한민국 형사소송법 제200조의2에 의하여 피의자가 죄를 범하였다고 의심할 만한 상당한 이유가 있고, 정당한 이유없이 수사기관에 의한 출석요구에 응하지 아니하거나 응하지 아니할 우려가 있는 피의자에 대해 검사의 청구에 의하여 법관이 발부하는 체포를 할 수 있는 권한을 가지는 공문서이다. 검찰이 법원에 증거를 제시하여 청구하고, 판사는 이를 검토하여 승인한다. 체포영장에 의하여 체포된 피의자의 소지품을 압수하거나 신체를 수색하는 압수수색영장의 효과도 있다. 다만 체포영장으로 피의자를 체포하려고 할 때 타인의 주거나 타인이 간수하는 가옥, 건조물, 항공기, 선차 내에서의 피의자를 수색하는 것은 위헌이라는 결정이 있다.
체포 영장 발부의 근본 목적은 피의자가 재판에 출석하여 공소유지를 원활하게 할 목적으로 하는 일종의 피의자의 신병을 확보하는 것이지만 사법 현실적으로 수사기관의 수사를 용이하게 하는데 있어 지장을 줄 여지가 있다고 검사가 일방적으로 판단할 때 피의자가 방어권을 행사할 수 없는 상태에서 영장을 발부할 수 있게 하다 보니 헌법상 공개재판에서 유죄의 증거로 형이 확정되기 전에는 무죄로 추정하여 인신구속하지 않는 것의 예외로서 현행범 체포, 긴급체포와 함께 영장주의에 위배되다 보니 구속수사에 대한 논란이 있으며 특히 '피의자가 출석하지 않을 우려'가 있을 때 체포영장을 청구할 수 있게 한 것이 진술거부권 행사에 의하여 조사를 거부할 수 있는 피의자 권리를 침해하는 점이 있어 청구된 헌법소원 사건에서 헌법재판소는 "법률이 직접 기본권을 침해하는 것이 아니라 체포영장을 청구하여 발부하는 형사소송절차에 의하여 기본권이 침해된다"고 하여 체포영장에 의하여 체포되면 영장실질심사에서 형사소송법 제200조2에 대하여 서면으로 위헌법률심판제청 신청서를 제출하여 권리를 구제받을 수도 있다.

## 형사소송법
제200조의2(영장에 의한 체포) ①피의자가 죄를 범하였다고 의심할 만한 상당한 이유가 있고, 정당한 이유없이 제200조의 규정에 의한 출석요구에 응하지 아니하거나 응하지 아니할 우려가 있는 때에는 검사는 관할 지방법원판사에게 청구하여 체포영장을 발부받아 피의자를 체포할 수 있고, 사법경찰관은 검사에게 신청하여 검사의 청구로 관할지방법원판사의 체포영장을 발부받아 피의자를 체포할 수 있다. 다만, 다액 50만원이하의 벌금, 구류 또는 과료에 해당하는 사건에 관하여는 피의자가 일정한 주거가 없는 경우 또는 정당한 이유없이 제200조의 규정에 의한 출석요구에 응하지 아니한 경우에 한한다.
②제1항의 청구를 받은 지방법원판사는 상당하다고 인정할 때에는 체포영장을 발부한다. 다만, 명백히 체포의 필요가 인정되지 아니하는 경우에는 그러하지 아니하다.
③제1항의 청구를 받은 지방법원판사가 체포영장을 발부하지 아니할 때에는 청구서에 그 취지 및 이유를 기재하고 서명날인하여 청구한 검사에게 교부한다.
④검사가 제1항의 청구를 함에 있어서 동일한 범죄사실에 관하여 그 피의자에 대하여 전에 체포영장을 청구하였거나 발부받은 사실이 있는 때에는 다시 체포영장을 청구하는 취지 및 이유를 기재하여야 한다.
⑤체포한 피의자를 구속하고자 할 때에는 체포한 때부터 48시간이내에 제201조의 규정에 의하여 구속영장을 청구하여야 하고, 그 기간내에 구속영장을 청구하지 아니하는 때에는 피의자를 즉시 석방하여야 한다.
[본조신설 1995. 12. 29.]
[제목개정 2007. 6. 1.]

## 긴급 체포
피의자가 사형·무기 또는 장기 3년 이상의 징역이나 금고에  해당하는 죄를 범하였다고 의심할 만한 상당한 이유가 있고,  증거를 인멸할 염려가 있거나 도망 또는 도망할 염려가 있는 경우에, 긴급을 요하여 지방법원판사의 체포영장을 받을 수  없는 때에는 검사 또는 사법경찰관은 그 사유를 알리고 영장없이 피의자를 체포할 수  있다.

## 사례
윤석열 대통령이 선포한 비상계엄이 내란죄라는 이유로 고위공직자범죄수사처 검사가 출석을 요구했으나 "법률상 수사권이 없다" "체포를 하더라도 묵비권을 행사할 것이다"고 밝혔으나 서울서부지방법원에 청구하여 발부받은 체포영장으로 체포되어 현직 대통령으로서 최초로 구속되었다.
이후 이재명 정부에서 임명된 특별검사가 청구한 체포영장은 기각되고 출석 요구에 응하였다

## 같이 보기
- 가택 연금
- 구속영장
- 집행유예
- 인신보호영장(헤비어스 코퍼스)
- 수색영장
- 구속
- 입건